# Astrápia-princesa
A astrápia-princesa (Astrapia stephaniae), também conhecida como astrápia-de-estefânia e ave-do-paraíso-de-stephanie, é uma espécie de ave da família Paradisaeidae. É nativa das florestas alpinas da Nova Guiné. Assim como outras espécies de aves-do-paraíso, os machos são polígamos. Esta espécie foi descrita pela primeira vez por Carl Hunstein em 1884.
É uma espécie comum em toda a sua extensão, e por isso a astrápia-princesa está listada como pouco preocupante na Lista Vermelha de Espécies Ameaçadas da IUCN.
Híbridos entre esta espécie e a astrápia-cauda-de-fita (Astrapia mayeri), na pequena área onde suas populações se sobrepõem, foram denominadas astrápias-de-barnes.

## Etimologia
O nome científico da astrápia-princesa é Astrapia stephaniae. O nome do gênero, Astrapia, significa "relâmpago", referindo-se à brilhante plumagem iridescente presente em todas as espécies de astrápias. O nome da espécie, stephaniae, homenageia a princesa Estefânia da Bélgica, esposa do príncipe herdeiro Rudolfo da Áustria, que também foi homenageado no nome científico da ave-do-paraíso-azul (Paradisornis rudolphi). O nome antigo de seu gênero era Astarchia, que significa "Rainha das Estrelas" ou "Chefe das estrelas".

## Características
A astrápia-princesa é uma ave-do-paraíso distinta e extremamente inconfundível. Os machos desta espécie atingem cerca de 84 cm de comprimento, e uma parte considerável de seu comprimento vem das longas penas pretas da cauda, que medem aproximadamente 47 cm. A cabeça do macho é de um azul-esverdeado iridescente, sombreando para um azul índigo nas costas; a garganta até a parte superior do peito é de um aqua iridescente a azul-esverdeado. A barriga é de um vermelho acobreado iridescente, opaco a preto (dependendo do ângulo de visão). As partes superiores do dorso são de um verde-claro opaco, mas podem parecer acastanhados ou pretos dependendo da luz do sol. As asas são pretas, com um brilho roxo conspícuo, as coberteiras são de um tom mais claro de preto. A característica mais distintiva, as plumas das caudas extremamente longas, que são totalmente pretas com um brilho roxo e pontas brancas. Os pés e tarsos são cinza-escuros, o bico é enegrecido, a boca é verde-clara e os olhos são castanhos escuros. A fêmea, típica da família Paradisaeidae, é drasticamente diferente do macho. Ela é marrom escuro com a cabeça e peito preto-azulado escuro, barriga marrom-canela com estrias pretas e uma cauda razoavelmente longa e preta.

## Ecologia e comportamento

### Alimentação
As astrápias-princesas, assim como a maioria de seus parentes, são predominantemente frugívoras, alimentando-se particularmente das plantas do gênero Schefflera. As presas registradas incluem sapos, insetos, aranhas e algumas espécies de lagartos. As aves normalmente se alimentam sozinhas, ocasionalmente associando-se em bandos mistos a outros paradisaeídeos, como o bico-de-foice-castanho (Epimachus meyeri) e outras espécies de aves.

### Cortejo e reprodução
O período de reprodução normalmente ocorre de maio a julho, embora a reprodução seja viável durante todo o ano. As astrápias machos são políginas, exibindo comportamento de "lekking"; os machos atraem fêmeas para seus poleiros de exibição. Pode haver até cinco pássaros exibindo ao mesmo tempo, embora três seja mais típico. A exibição consiste nos machos pulando de um poleiro para outro, trocando de lugar e perseguindo a fêmea. A fêmea cuida de todos do ninho e do filhote sozinha, como a maioria das outras espécies de aves-do-paraíso.

## Subespécies e taxonomia
Pertencente ao gênero Astrapia, a astrápia-princesa está mais intimamente relacionada com a astrápia-cauda-de-fita, as duas compartilham características muito semelhantes, embora a A. stephaniae não tenha as penas conspícuas encontradas na A. mayeri. O gênero Astrapia é colocado dentro de um clado juntamente aos gêneros Epimachus e Paradigalla, embora estejam mais próximos do gênero Paradigalla. A astrápia-princesa foi considerada como possuindo três subespécies, sendo a terceira a subespécie A. stephaniae ducalis, mas essa subspécie é atualmente considerada um sinônimo. Existem duas subespécies reconhecidas:
- Astrapia stephaniae feminina
- Astrapia stephaniae stephaniae